# One Live Badger
One Live Badger è il primo album del gruppo musicale di rock progressivo britannico Badger.

## Il disco
One Live Badger fu il primo album del gruppo dei Badger, fondato da Tony Kaye (ex Yes) e David Foster (ex bassista del gruppo giovanile di Jon Anderson, The Warriors). Fu registrato dal vivo al Rainbow Theatre di Londra. La produzione fu curata dallo stesso Jon Anderson, e la copertina fu realizzata da Roger Dean, come le copertine degli album degli Yes di quel periodo. L'album viene generalmente classificato come rock progressivo, sebbene sia piuttosto vicino al blues tradizionale. Il brano Wind of Change fu in seguito incluso nella raccolta Affirmative: The Yes Solo Family Album.

## Formazione
- Tony Kaye - tastiere
- Brian Parrish - chitarra elettrica
- Roy Dyke - batteria
- David Foster - basso elettrico

## Lista delle tracce
1. Wheel of Fortune — 7:50
2. Fountain — 7:22
3. Wind of Change — 7:15
4. River — 6:50
5. The Preacher — 3:59
6. On the Way Home — 7:39